# António Borges (jinete)
António Aníbal Borges d'Almeida (18 de octubre de 1898-24 de septiembre de 1959) fue un jinete portugués que compitió en la modalidad de salto ecuestre. Participó en los Juegos Olímpicos de París 1924, obteniendo una medalla de bronce en la prueba por equipos.

## Palmarés internacional
| Juegos Olímpicos | Juegos Olímpicos | Juegos Olímpicos  | Juegos Olímpicos |
| Año              | Lugar            | Medalla           | Categoría        |
| ---------------- | ---------------- | ----------------- | ---------------- |
| 1924             | París (Francia)  | Medalla de bronce | Por equipos      |